# Melville Island (Brits-Columbia)
Melville Island is een eiland in het westen van Brits-Columbia in Canada. Het eiland is onderdeel van de eilandengroep van de Dundas Islands.

## Geografie
Het eiland heeft noordoost-zuidwest een lengte van ongeveer zes kilometer. Ten noorden van het eiland ligt een zeestraat van 660 meter op het smalst met aan de overzijde Dunira Island, ten oosten ligt de Chatham Sound, ten zuiden de Brown Passage en ten westen de Dixon Entrance. Aan de overzijde van de Brown Passage ligt in het zuiden het Stephens Island.
De wateren rond het eiland liggen in de mariene ecoregio Noord-Amerikaans Pacifisch Fjordland.

## Geschiedenis
De archipel werd in 1792 vernoemd door kapitein George Vancouver ter ere van Henry Dundas (1742-1811), die in 1802 de titel van burggraaf Melville kreeg en ook Baron Dunira werd genoemd. De Dundas Islands werden oorspronkelijk door Vancouver gezien als één eiland dat hij Dundas's Island noemde.